# Сант'Антонио (Болцано)
Сант'Антонио је насеље у Италији у округу Болцано, региону Трентино-Јужни Тирол.
Према процени из 2011. у насељу је живело 341 становника. Насеље се налази на надморској висини од 855 м.